# European Le Mans Series

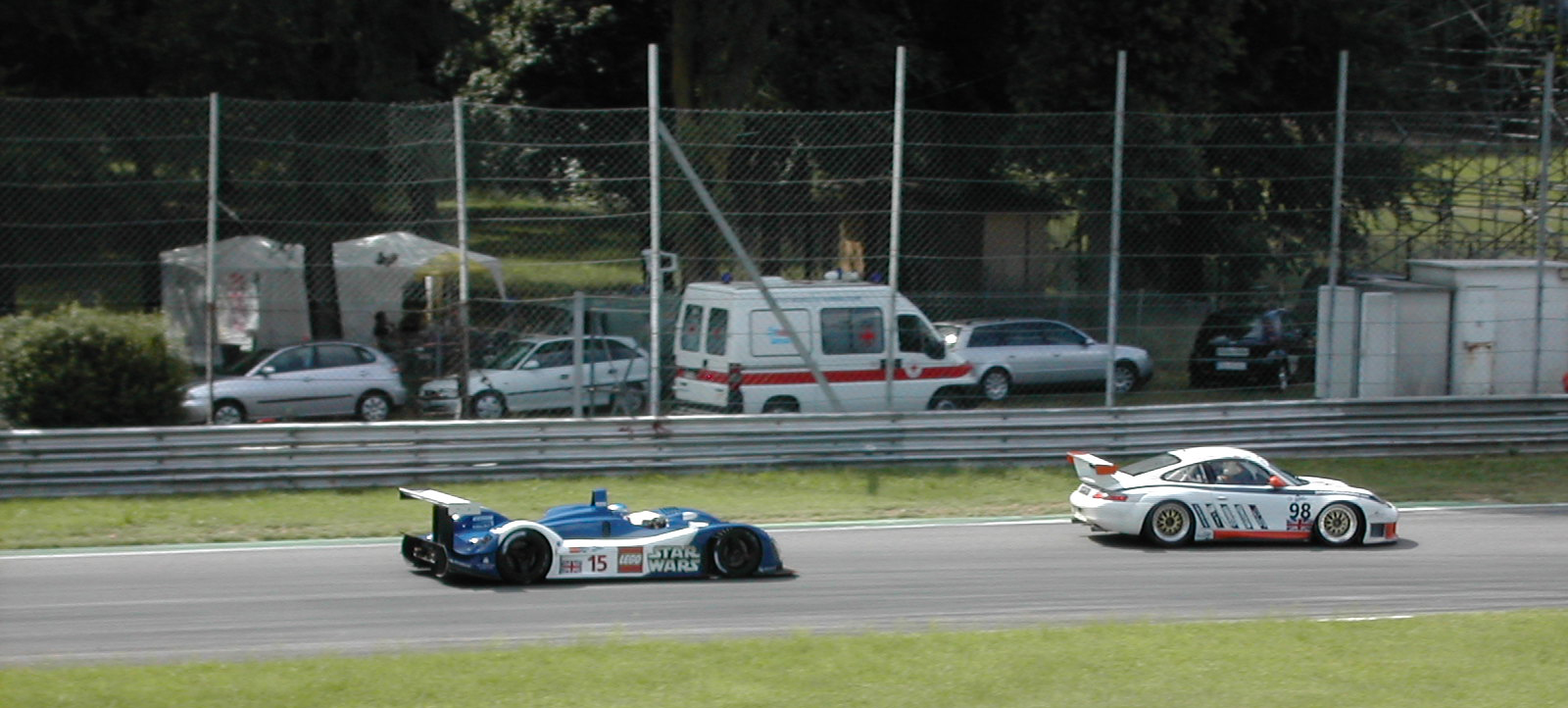
200km de monza de 2005 Créditos Lorenzo Stobbione

European Le Mans Series (ELMS) é uma competição europeia automobilismo de resistência.  O actual formato iniciou em 2004 e é uma extensão das 24 horas de Le Mans.
Os campeões e vice-campeões têm direito a participar nas 24 horas de Le Mans do ano seguinte. Originalmente intitulado Le Mans Endurance Series antes de se tornar simplesmente Le Mans Series em 2006, a série foi rebaptizada para a designação actual em 2012, reutilizando um nome já utilizado pela IMSA em 2001.

## História
Após o fim da Campeonato Mundial de Resistência em 1992, passaram-se duas décadas sem existir um campeonato de resistência na Europa.
Inspirado pelo sucesso da American Le Mans Series (fundada em 1999 nos Estados Unidos), Don Panoz decide criar uma competição similar na Europa em 2001 com a designação de European Le Mans Series, partilhando algumas provas com a série americana. No entanto as dificuldades das equipas para fazerem viagens transatlânticas levou a uma fraca adesão dos participantes, e por sua vez ao cancelamento da série após a edição inaugural.
Em 2004 o Automobile Club de l'Ouest, organizador das 24 horas de Le Mans, retomaria a ideia lançada por Don Panoz e em 2004 criava a então designada Le Mans Endurance Series (LMES), após o evento experimental de 2003 1.000 milhas de Le Mans. 
A temporada de Le Mans Series de 2004, era composta por quatro eventos, ressuscitando corridas clássicas como a 1000 km de Monza, 1000 km de Nürburgring, 1000 km de Silverstone e 1000 km de Spa. Um grande número de concorrentes aderiu, tornando a competição muito disputada.
Em 2005 a série foi aumentada para cinco corridas com a adição do Circuito de Istambul. Em 2007, o LMS realizou a sua primeira e única corrida no exterior com Mil Milhas Brasil.

## Provas 2024
| Prova                        | Circuito                           |
| ---------------------------- | ---------------------------------- |
| 4 Horas de Barcelona         | Circuito de Barcelona-Catalunha    |
| 4 Horas de Le Castellet      | Circuit Paul Ricard                |
| 4 Horas de Imola             | Autódromo Enzo e Dino Ferrari      |
| 4 Horas de Spa-Francorchamps | Circuit de Spa-Francorchamps       |
| 4 Horas de Mugello           | Circuito de Mugello                |
| 4 Horas de Portimão          | Autódromo Internacional do Algarve |

## Campeões
| European Le Mans Series by IMSA | European Le Mans Series by IMSA | European Le Mans Series by IMSA                      | European Le Mans Series by IMSA                 | European Le Mans Series by IMSA                 | European Le Mans Series by IMSA            | European Le Mans Series by IMSA | European Le Mans Series by IMSA |
| Ano                             |                                 | LMP900                                               | LMP675                                          | GTS                                             | GT                                         |                                 |                                 |
| ------------------------------- | ------------------------------- | ---------------------------------------------------- | ----------------------------------------------- | ----------------------------------------------- | ------------------------------------------ | ------------------------------- | ------------------------------- |
| 2001                            | Equipa                          | Johansson Motorsport Audi R8                         | Didier Bonnet Racing Debora LMP200              | Ray Mallock Ltd. Saleen S7-R                    | P.K. Sport Porsche 911 GT3-RS              |                                 |                                 |
| 2001                            | Pilotos                         | Sweden Stefan Johansson Patrick Lemarié              | François Jakubowski Xavier Bich                 | Bruno Lambert Ian McKellar Jr. Chris Goodwin    | Robin Liddell Mike Youles                  |                                 |                                 |
| European Le Mans Series by ACO  |                                 |                                                      |                                                 |                                                 |                                            |                                 |                                 |
| 2004                            |                                 | LMP1                                                 | LMP2                                            | GTS                                             | GT                                         |                                 |                                 |
| 2004                            | Equipa                          | Audi Sport UK Veloqx Audi R8                         | Courage Compétition Courage C65                 | Larbre Compétition Ferrari 550-GTS              | Sebah Automotive Porsche 911 GT3-R         |                                 |                                 |
| 2004                            | Pilotos                         | Johnny Herbert Jamie Davies                          | Alexander Frei Sam Hancock                      | Pedro Lamy Christophe Bouchut Steve Zacchia     | Roman Rusinov                              |                                 |                                 |
| 2005                            |                                 | LMP1                                                 | LMP2                                            | GT1                                             | GT2                                        |                                 |                                 |
| 2005                            | Equipa                          | Pescarolo Sport Pescarolo C60 Hybrid                 | Chamberlain-Synergy Lola B05/40                 | BMS Scuderia Italia Ferrari 550-GTS             | Sebah Automotive Porsche 911 GT3-R         |                                 |                                 |
| 2005                            | Pilotos                         | Jean-Christophe Boullion Emmanuel Collard            | Gareth Evans                                    | Michele Bartyan Christian Pescatori Toni Seiler | Xavier Pompidou Marc Lieb                  |                                 |                                 |
| 2006                            | Equipa                          | Pescarolo Sport Pescarolo C60 Hybrid                 | Barazi-Epsilon Courage C65                      | Aston Martin Larbre Aston Martin DBR9           | Autorlando Sport Porsche 911 GT3-RSR       |                                 |                                 |
| 2006                            | Pilotos                         | Jean-Christophe Boullion Emmanuel Collard            | Juan Barazi Michael Vergers                     | Pedro Lamy Gabriele Gardel Vincent Vosse        | Marc Lieb Joël Camathias                   |                                 |                                 |
| 2007                            | Equipa                          | Team Peugeot Total Peugeot 908 HDi FAP               | Ray Mallock Ltd. MG-Lola EX264                  | Team Oreca Saleen S7-R                          | Virgo Motorsport Ferrari F430 GT           |                                 |                                 |
| 2007                            | Pilotos                         | Stéphane Sarrazin Pedro Lamy                         | Mike Newton Thomas Erdos                        | Soheil Ayari Stéphane Ortelli                   | Robert Bell                                |                                 |                                 |
| 2008                            | Equipa                          | Audi Sport Joest Racing Audi R10 TDI                 | Van Merksteijn Motorsport Porsche RS Spyder Evo | Luc Alphand Aventures Chevrolet Corvette C6.R   | Virgo Motorsport Ferrari F430 GT2          |                                 |                                 |
| 2008                            | Pilotos                         | Alexandre Prémat Mike Rockenfeller                   | Jos Verstappen                                  | Patrice Goueslard Guillaume Moreau              | Robert Bell                                |                                 |                                 |
| 2009                            | Equipa                          | Aston Martin Eastern Europe Lola-Aston Martin B09/60 | Quifel ASM Team Ginetta-Zytek GZ09S/2           | Luc Alphand Aventures Chevrolet Corvette C6.R   | Team Felbermayr-Proton Porsche 997 GT3-RSR |                                 |                                 |
| 2009                            | Pilotos                         | Jan Charouz Tomáš Enge Stefan Mücke                  | Miguel Amaral Olivier Pla                       | Patrice Goueslard Yann Clairay                  | Marc Lieb Richard Lietz                    |                                 |                                 |

| 2010 |         | LMP1                             | LMP2                            | FLM                                        | GT1                                  | GT2                                        |
| ---- | ------- | -------------------------------- | ------------------------------- | ------------------------------------------ | ------------------------------------ | ------------------------------------------ |
| 2010 | Equipa  | Team Oreca Peugeot 908 HDi FAP   | RML Lola B08/80                 | DAMS Oreca FLM09                           | Larbre Compétition Saleen S7-R       | Team Felbermayr-Proton Porsche 997 GT3-RSR |
| 2010 | Pilotos | Stéphane Sarrazin                | Thomas Erdos Mike Newton        | Andrea Barlesi Guy Chalandon               | Patrice Goueslard Gabriele Gardel    | Marc Lieb Richard Lietz                    |
| 2011 |         | LMP1                             | LMP2                            | FLM                                        | GTE Pro                              | GTE Am                                     |
| 2011 | Equipa  | Rebellion Racing Oreca 03 Nissan | Greaves Motorsport Zytek Nissan | Pegasus Racing Oreca FLM09                 | AF Corse Ferrari 458 Italia GT2      | IMSA Performance Matmut Porsche 997 GT3    |
| 2011 | Pilotos | Emmanuel Collard Julien Jousse   | Karim Ojjeh Tom Kimber-Smith    | Julien Schell Mirco Schultis Patrick Simon | Giancarlo Fisichella Gianmaria Bruni | Raymond Narac Nicolas Armindo              |

| 2012 |         | LMP2                                           | LMPC                                           | GTE Pro                                       | GTE Am                                       |
| ---- | ------- | ---------------------------------------------- | ---------------------------------------------- | --------------------------------------------- | -------------------------------------------- |
| 2012 | Equipa  | France Thiriet by TDS Racing Oreca 03 Nissan   | Boutsen Ginion Racing Oreca FLM09              | JMW Motorsport Ferrari 458 Italia GT2         | IMSA Performance Matmut Porsche 997 GT3      |
| 2012 | Pilotos | Mathias Beche Pierre Thiriet                   | John Hartshone                                 | Jonny Cocker                                  | Raymond Narac Nicolas Armindo Anthony Pons   |
| 2013 |         | LMP2                                           | LMPC                                           | LMGTE                                         | GTC                                          |
| 2013 | Equipa  | Signatech Alpine Alpine A450                   | Team Endurance Oreca FLM09                     | RAM Racing Ferrari 458 Italia GT2             | SMP Racing Ferrari 458 Italia GT3            |
| 2013 | Pilotos | Pierre Ragues Nelson Panciatici                | Paul Loup Chatin Gary Hirsch                   | Johnny Mowlem Matt Griffin                    | Fabio Babini Kirill Ladygin Viktor Shaitar   |
| 2014 |         | LMP2                                           | LMP2                                           | LMGTE                                         | GTC                                          |
| 2014 | Equipa  | Signatech Alpine Alpine A450b                  | Signatech Alpine Alpine A450b                  | SMP Racing Ferrari 458 Italia                 | SMP Racing Ferrari 458 Italia GT3            |
| 2014 | Pilotos | Paul-Loup Chatin Nelson Panciatici Oliver Webb | Paul-Loup Chatin Nelson Panciatici Oliver Webb | Andrea Bertolini Sergey Zlobin Viktor Shaitar | Anton Ladygin David Markozov Olivier Beretta |
| 2015 |         | LMP2                                           | LMP3                                           | LMGTE                                         | GTC                                          |
| 2015 | Equipa  | Greaves Motorsport Gibson 015S                 | Team LNT Ginetta-Juno LMP3                     | Formula Racing Ferrari F458 Italia            | TDS Racing BMW Z4 GT3                        |
| 2015 | Pilotos | Björn Wirdheim Gary Hirsch Jon Lancaster       | Charlie Robertson Chris Hoy                    | Andrea Rizzoli Johnny Laursen Mikkel Mac      | Dino Lunardi Eric Dermontn Franck Perera     |

| 2016 |         | LMP2                                            | LMP2                                                     | LMP3                                       | GTE                                                   |
| ---- | ------- | ----------------------------------------------- | -------------------------------------------------------- | ------------------------------------------ | ----------------------------------------------------- |
| 2016 | Equipa  | Rússia G-Drive Racing · Gibson 015S             | Rússia G-Drive Racing · Gibson 015S                      | United Autosports Ligier JS P3             | Aston Martin Racing Aston Martin Vantage GTE          |
| 2016 | Pilotos | Simon Dolan Harry Tincknell Giedo van der Garde | Simon Dolan Harry Tincknell Giedo van der Garde          | Alex Brundle Christian England Mike Guasch | Andrew Howard Alex MacDowall Darren Turner            |
| 2017 | Equipa  | Rússia G-Drive Racing · Oreca 07                | Rússia G-Drive Racing · Oreca 07                         | United Autosports Ligier JS P3             | JMW Motorsport Ferrari F458 Italia / Ferrari 488 GTE  |
| 2017 | Pilotos | Memo Rojas Leo Roussel                          | Memo Rojas Leo Roussel                                   | John Falb Sean Rayhall                     | Jody Fannin Robert Smith                              |
| 2018 | Equipa  | Rússia G-Drive Racing · Oreca 07                | Rússia G-Drive Racing · Oreca 07                         | RLR Msport Ligier JS P3                    | Proton Competition Porsche 911 RSR                    |
| 2018 | Pilotos | Andrea Pizzitola Roman Rusinov                  | Andrea Pizzitola Roman Rusinov                           | John Farano Rob Garofall Job van Uitert    | Gianluca Roda Giorgio Roda                            |
| 2019 | Equipa  | IDEC Sport Oreca 07                             | IDEC Sport Oreca 07                                      | Eurointernational Ligier JS P3             | Luzich Racing Ferrari 488 GTE                         |
| 2019 | Pilotos | Memo Rojas Paul Lafargue Paul Loup Chatin       | Memo Rojas Paul Lafargue Paul Loup Chatin                | Jens Peterson Mikkel Hippe                 | Fabien Lavergne Nicklas Nielsen Alessandro Pier Guidi |
| 2020 | Equipa  | United Autosports Oreca 07                      | United Autosports Oreca 07                               | United Autosports Ligier JS P320           | Proton Competition Porsche 911 RSR                    |
| 2020 | Pilotos | Filipe Albuquerque Phill Hanson                 | Filipe Albuquerque Phill Hanson                          | Robert Wheldon Tom Gamble Wayne Boyd       | Alessio Picariello Christian Ried Michele Beretta     |
| 2021 |         | LMP2                                            | LMP2 Pro-Am                                              | LMP3                                       | GTE                                                   |
| 2021 | Equipa  | Team WRT Oreca 07                               | G-Drive Racing Aurus 01                                  | DKR Engineering Duqueine M30 - D08         | Iron Lynx Ferrari 488 GTE Evo                         |
| 2021 | Pilotos | Louis Delétraz Robert Kubica Ye Yifei           | John Falb Rui Andrade                                    | Laurents Hörr                              | Matteo Cressoni Rino Mastronardi Miguel Molina        |
| 2022 | Equipa  | Prema Racing Oreca 07                           | Racing Team Turkey Oreca 07                              | Cool Racing Ligier JS P320                 | Proton Competition Porsche 911 RSR-19                 |
| 2022 | Pilotos | Louis Delétraz Ferdinand Habsburg               | Charlie Eastwood Salih Yoluç                             | Mike Benham Malthe Jakobsen Maurice Smith  | Gianmaria Bruni Lorenzo Ferrari Christian Ried        |
| 2023 | Equipa  | Algarve Pro Racing Oreca 07                     | AF Corse Oreca 07                                        | Cool Racing Ligier JS P320                 | Proton Competition Porsche 911 RSR-19                 |
| 2023 | Pilotos | James Allen Alex Lynn Kyffin Simpson            | Matthieu Vaxivière François Perrodo                      | Adrien Chila Alex García Marcos Siebert    | Ryan Hardwick Alessio Picariello Zacharie Robichon    |
| 2024 |         | LMP2                                            | LMP2 Pro-Am                                              | LMP3                                       | LMGT3                                                 |
| 2024 | Equipa  | AO by TF Oreca 07                               | AF Corse Oreca 07                                        | RLR MSport Ligier JS P320                  | Iron Lynx Lamborghini Huracán GT3 Evo 2               |
| 2024 | Pilotos | Louis Delétraz Robert Kubica Jonny Edgar        | Matthieu Vaxivière Alessio Rovera (ITA) François Perrodo | Nick Adcock Michael Jensen Gaël Julien     | Andrea Caldarelli Hiroshi Hamaguchi Axcil Jefferies   |

## Páginas externas
- Le Mans Series
- Le Mans Portugal - Tudo (ou quase) sobre o Le Mans Series e as 24 Horas de Le Mans... em Português